# Martirologio geronimiano
Il Martirologio geronimiano o gerolimiano (Martyrologium Hieronymianum) costituisce il più antico catalogo di martiri cristiani della Chiesa latina pervenuto: deve il suo nome al fatto di essere stato a torto attribuito a san Gerolamo.
L'autore è un anonimo del V secolo, vissuto fra Milano e Aquileia: si servì come fonte principale di un martirologio siriaco della seconda metà del IV secolo (forse il Martirologio di Nicomedia, redatto fra il 360 e il 411) ma fece anche uso del Calendario di Filocalo (354) e di un martirologio africano. Se ne hanno due recensioni: quella italica, a uso liturgico e di edificazione, e quella gallicana, nata alla fine del VI secolo, che ebbe grande diffusione e arricchimenti vari nelle diverse province della Francia. 
Il Martirologio geronimiano venne pubblicato dai bollandisti Hippolyte Delehaye ed Henri Quentin a Bruxelles in Acta Sanctorum nel 1931: pur dando origine a gravi problemi critici, resta un documento primario per la storia della Chiesa.

## Edizioni critiche
- (LA)  Giovanni Battista de Rossi e Louis Duchesne, Martyrologium Hieronymianum, in Acta Sanctorum Novembris, tomo II, parte prima, Bruxelles, 1894
- (LA)  Hippolyte Delehaye, Commentarius perpetuus in Martyrologium Hieronynianum ad recensionem H. Quentin, in Acta Sanctorum XXIV Novembre 11, II (Bruxelles, 1931)